# Bandera de Zamora Chinchipe

Bandera de la provincia de Zamora Chinchipe.

La bandera de la provincia de Zamora Chinchipe está compuesta por tres franjas de colores: blanco, verde y amarillo. 

## Bandera al detalle
- El color blanco significa la paz entre hermanos zamorano-chinchipenses.
- El color verde significa la inmesurable flora de la Amazonía Ecuatoriana.
- El color amarillo significa la riqueza aurífera encontrada en los suelos de la provincia.

- Datos: Q2974212